# Muziekwijk (Almere)

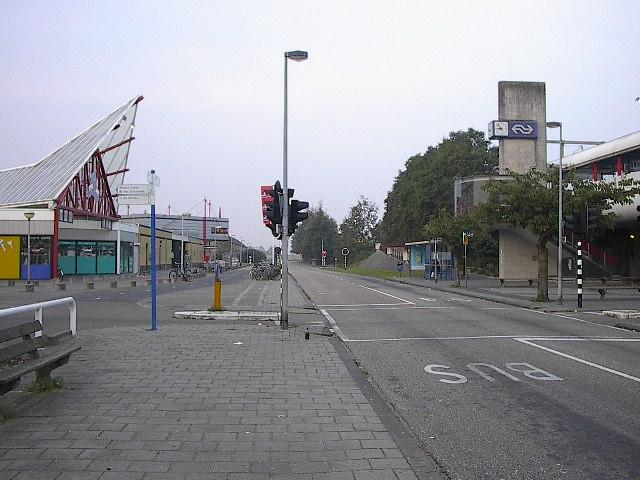
Station en busbaan in Almere Muziekwijk

Muziekwijk is een wijk in de Nederlandse stad Almere. De wijk, gelegen in het stadsdeel Almere Stad West, grenst aan de noordzijde aan het Beatrixpark en aan de zuidzijde aan de Stedenwijk. Op 1 januari 2023 telde de wijk 17.295 inwoners, verdeeld over 7.362 woningen, op een oppervlakte van 3,41 km².
De straten in Muziekwijk zijn vernoemd naar beroemde musici, popgroepen (Beatlesweg, Golden Earringstraat etc.) componisten, muziekvormen en muziekinstrumenten. Het heeft één treinstation, genaamd station Almere Muziekwijk. Het treinspoor loopt door de grote groene wijk als een soort grens; de wijk is dan ook opgedeeld in Muziekwijk-Noord en Muziekwijk-Zuid.

## Muziekwijk-Noord
Muziekwijk-Noord is gelegen tussen de Hogering, de Muziekdreef, de spoorbaan en de Hollandsedreef. Het station Almere Muziekwijk is gedeeld met Muziekwijk-Zuid. In dit gedeelte van de wijk zijn de voetbal- en hockeyvelden van het Klein-Brandt Sportpark te vinden (het eerste sportpark van Stad, in 1981 aangelegd en genoemd naar Roelof Klein en François Brandt, de allereerste Olympische kampioenen van Nederland). Ook vindt men er een afdeling van het ROC, een gezondheidscentrum, amateurkunstengebouw de Glasbak en het hoofdgebouw van het Nautilus College. In Muziekwijk-Noord wonen zo'n 11.700 personen.
In 1990 werd in Muziekwijk-Noord de allereerste buitenexpositie van koop en huurwoningen door de Nationale Woningraad (NWR) en de RAI Amsterdam georganiseerd: de BouwRAI. Opdrachtgevers en architecten werd gevraagd hun visie op het 'wonen in de toekomst' te geven. De woningen moesten wel verkoop- of verhuurbaar zijn en voldoen aan de bestaande regelgeving. Bezoekers konden er terecht om negentien toekomstvisies - onder andere het project 'Vrouwvriendelijk wonen in de jaren negentig' - te bewonderen. Het meest gedateerd zijn ondertussen de postmoderne lifestyle keuzewoningen van Archipel Ontwerpers (Duke Ellingstraat / Benny Goodmanstraat). De verfijnde neomoderne herenhuizen van Mecanoo (Benny Goodmanstraat) bieden binnen de traditionele woning de meeste ruimte voor functie- en indelingswijziging. In bouwtechnisch opzicht zijn de stalen gevels van Fons Verheijen (Glenn Millerweg) en de aluminium trappenhuizen, gevels en dakopbouw van Teun Koolhaas (Wessel Ilckenstraat) opmerkelijk. In de laatstgenoemde straat zijn ook ontwerpen van Herman Hertzberger te vinden, en in de Duke Ellingtonstraat ontwerpen van Inbo.
Ook buiten de BouwRAI zijn architectonisch interessante gebouwen neergezet. Te denken valt aan de kerk Het Klankbord aan de Pianoweg en het Michael Jacksonplein (Aart van Eck, 2000), het 360 meter lange, licht gebogen gebouw De Muzen aan de Louis Davidsstraat (Atelier PRO, 1997), de sociale woningbouw aan de Contrabasweg (De Architektengroep, 1993) en ouderenhuisvesting De Toonladder aan de Kathleen Ferrierstraat (Kuiper Compagnons, 1993). Het Muzenpark vormt een belangrijke groene corridor in Muziekwijk-Noord.

## Muziekwijk-Zuid
Muziekwijk-Zuid was de eerste wijk van Almere die door medewerkers van de jonge gemeente zelf werd ontworpen, in plaats van door medewerkers van de Rijksdienst voor de IJsselmeerpolders.
Muziekwijk-Zuid is gelegen tussen de Hollandsedreef, de Plantsoenenpoort en de spoorbaan. Het station Almere Muziekwijk wordt gedeeld met Muziekwijk Noord. In dit gedeelte van de wijk vindt men een overdekt winkelcentrum en een gezondheidscentrum. De opmerkelijkste stedelijke ruimte was hier de lange strip langs het fietspad richting het station, deels verhard - deels groen, die door de stedenbouwkundigen werd aangekleed met prunussen. In 2023 zijn deze bomen bij groot onderhoud vervangen door andere soorten. In Muziekwijk-Zuid wonen zo'n 6.210 personen.

## Openbaar vervoer
In de wijk bevindt zich het station Almere Muziekwijk van NS.
De wijk wordt doorsneden door een busbaan en heeft daaraan zeven bushaltes waar de volgende buslijnen stoppen:
- Fugaplantsoen  M3   N22
- Wim Kanplein  M3   N22
- Count Basiestraat  M3   N22
- Station Muziekwijk  M3   M4   N22
- Componistenpad  M3   M4   N22
- Haydnplantsoen  M4
- Operetteweg  M4   N22

### Metrobussen
| Lijn | Lijn        | Route                            | Via | Opmerkingen |
| ---- | ----------- | -------------------------------- | --- | ----------- |
| M3   | Muziekmetro | Station Centrum - Componistenpad | Staatsliedenwijk, Kruidenwijk, Muziekwijk, Station Muziekwijk                                                               |             |
| M4   | Poortmetro  | Station Centrum - Station Poort  | Stedenwijk, Componistenpad, Station Muziekwijk, Literatuurwijk, Hogekant, Homeruskwartier, Columbuskwartier, Europakwartier |             |

### nightGo
| Lijn | Route                                           | Via | Opmerkingen                    |
| ---- | ----------------------------------------------- | --- | ------------------------------ |
| N22  | Almere, Station Buiten - Amsterdam, Leidseplein | Almere Buiten (Bloemenbuurt, Faunabuurt, Landgoederenbuurt), Almere Stad (Tussen de Vaarten, Sallandsekant, Danswijk, Parkwijk, Station Parkwijk, Parkwijk, Filmwijk, Flevoziekenhuis, Station Centrum, Staatsliedenwijk, Kruidenwijk, Muziekwijk, Station Muziekwijk, Componistenpad, Station Muziekwijk, Literatuurwijk, Hogekant), Almere Poort (Middenkant, Homeruskwartier, Columbuskwartier, Europakwartier, Station Poort), Muiden (P+R), Amsterdam (Brinklaan, Middenweg, Amstelstation) | Rijdt alleen op zaterdagnacht. |